# Ropesville
Ropesville è un centro abitato degli Stati Uniti d'America situato nella contea di Hockley dello Stato del Texas.
La popolazione era di 434 persone al censimento del 2010.

## Geografia fisica
Ropesville è situata a 33°24′48″N 102°09′16″W (33.4134229 -102.1543406), sulle alte pianure del Llano Estacado.
Secondo lo United States Census Bureau, ha un'area totale di 0,4 miglia quadrate (1,0 km²).

## Società

### Evoluzione demografica
Secondo il censimento del 2000, c'erano 517 persone, 177 nuclei familiari e 141 famiglie residenti nella città. La densità di popolazione era di 1.441,5 persone per miglio quadrato (554,5/km²). C'erano 185 unità abitative a una densità media di 515,8 per miglio quadrato (198,4/km²). La composizione etnica della città era formata dall'87,43% di bianchi, il 2,13% di afroamericani, lo 0,97% di nativi americani, il 6,00% di altre razze, e il 3,48% di due o più etnie. Ispanici o latinos di qualunque razza erano il 53,19% della popolazione.
C'erano 177 nuclei familiari di cui il 43,5% aveva figli di età inferiore ai 18 anni, il 64,4% aveva coppie sposate conviventi, il 7,9% aveva un capofamiglia femmina senza marito, e il 19,8% erano non-famiglie. Il 18,6% di tutti i nuclei familiari erano individuali e il 9,6% aveva componenti con un'età di 65 anni o più che vivevano da soli. Il numero di componenti medio di un nucleo familiare era di 2,92 e quello di una famiglia era di 3,32.
La popolazione era composta dal 33,3% di persone sotto i 18 anni, l'8,1% di persone dai 18 ai 24 anni, il 26,1% di persone dai 25 ai 44 anni, il 20,9% di persone dai 45 ai 64 anni, e l'11,6% di persone di 65 anni o più. L'età media era di 33 anni. Per ogni 100 femmine c'erano 101,2 maschi. Per ogni 100 femmine dai 18 anni in giù, c'erano 96,0 maschi.
Il reddito medio di un nucleo familiare era di 29.531 dollari e quello di una famiglia era di 31.250 dollari. I maschi avevano un reddito medio di 21.176 dollari contro i 18.393 dollari delle femmine. Il reddito pro capite era di 16.670 dollari. Circa il 14,7% delle famiglie e il 14,6% della popolazione erano sotto la soglia di povertà, incluso il 19,2% di persone sotto i 18 anni e il 16,4% di persone di 65 anni o più.